# Generación de 1914

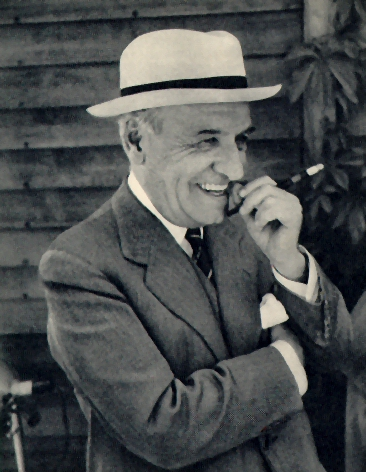
José Ortega y Gasset.

Generación de 1914 (o Generación del 14, o Novecentismo) es una etiqueta historiográfica que designa a un grupo generacional de escritores españoles intermedio entre las generaciones de 1898 y de 1927. El término fue acuñado por Lorenzo Luzuriaga, pedagogo y miembro de la Liga de Educación Política, en un artículo de 1947 donde reseña las Obras Completas de José Ortega y Gasset. Eligió ese año por ser en el que apareció el primer libro importante de Ortega (Meditaciones del Quijote) quien, también en el mismo año, se confirmó como un intelectual con gran presencia pública gracias a su conferencia sobre Vieja y nueva política. El indiscutible prestigio del filósofo hace que se la denomine también generación de Ortega.
A ella pertenecerían los nacidos en torno a 1880 y que comenzaron su actividad literaria ya en el siglo XX, alcanzando su madurez en los años próximos a 1914. Entre ellos se cuentan, además de Ortega, Gabriel Miró, Ramón Pérez de Ayala, Gustavo Pittaluga, Manuel Azaña y Gregorio Marañón; y desde planteamientos estéticos distintos, pero en ciertos puntos comparables, el poeta Juan Ramón Jiménez y el inclasificable vanguardista Ramón Gómez de la Serna. También se les conoce como novecentistas o generación del novecientos, por su coincidencia con el movimiento que Eugenio d'Ors, desde Cataluña, definió como noucentisme. Es característico en la mayor parte de ellos la elección del ensayo y del artículo periodístico como vehículo esencial de expresión y comunicación.
El acontecimiento más relevante de 1914, el estallido de la Primera Guerra Mundial (1914-1918), fue especialmente significativo para esta generación, a pesar de no marcarla de manera tan decisiva como a las equivalentes de los países que sí intervinieron militarmente y que no suelen designarse como generación de 1914, sino con otros términos —como lost generation, generation du feu—. La neutralidad de España en este conflicto trajo consecuencias sociales, políticas y económicas (crisis de 1917) y en el plano intelectual desencadenó la división entre los partidarios de las potencias centrales (germanófilos) y los de sus enemigos (francófilos y anglófilos). Este debate vino a prolongar la anterior polémica entre españolizar Europa o europeizar España mantenida especialmente por Unamuno y Ortega y que se conoce por el lema unamuniano ¡Que inventen ellos!; y la existente entre el regeneracionismo y el casticismo, de raíces aún más antiguas.

## Características
En gran medida son comunes a las del grupo noucentista (véase Novecentismo#Características).
- Racionalismo: sistematización. Frente a la generación anterior, del 98, autodidacta y anarquizante, e influida por corrientes filosóficas irracionalistas o vitalistas; los miembros de la generación del 14 se caracterizan por su sólida formación intelectual y por la sistematización de sus propuestas.
- Frente al ruralismo de la generación de 1898 (que buscaba en el paisaje y el paisanaje, especialmente el de Castilla, la esencia de lo español), la atención se vuelve hacia la ciudad y los valores urbanos (civiles y civilizadores).
- Europeísmo y concepto de España. Se sienten atraídos por la cultura europea y analizan los problemas de España desde esa nueva perspectiva. Su propuesta consiste en modernizar intelectualmente el país. Desde ese punto de vista, sus aportaciones al llamado debate sobre el Ser de España van en un sentido distinto al de la generación precedente (generación de 1898), aunque no hubo una postura generacional común; ni siquiera entre los que formaron parte de la Agrupación al Servicio de la República (Marañón, Pérez de Ayala y Ortega) con los que se implicaron en el gobierno de esta (Azaña), y sobre todo después de la guerra civil española, en que los debates mantenidos durante el exilio republicano caracterizaron la actividad intelectual de personalidades como Américo Castro y Claudio Sánchez Albornoz.
- Activismo transformador y búsqueda del poder. Incorporación a la vida activa y oficial para aprovechar los resortes del poder en la transformación del país. Consideran que su propuesta de cambio no puede limitarse a quedar expuesta en sus escritos, sino que debe realizarse desde el poder. De ahí que participen activamente en la vida política y social de España.
- Intelectualismo. El rechazo del sentimentalismo y de la exaltación personal les lleva al análisis racional del arte, incluso en poesía.
- Esteticismo y deshumanización del arte (expresión acuñada por Ortega en el título de uno de sus ensayos, de 1925). Ese arte deshumanizado que para Ortega es el arte moderno no alude precisamente al de comienzos de siglo sino al de las vanguardias del periodo de entreguerras; un arte puro o arte por el arte que en literatura produce la denominada poesía pura. Que el arte haya de perseguir como finalidad única el placer estético no era una idea nueva, encontrándose ya en el parnasianismo francés del siglo XIX.
- Clasicismo. Los modelos clásicos, griegos y latinos, se imponen de nuevo y la serenidad se convierte en factor estético dominante.
- Formalismo (preocupación por la forma). Su estética tiene como principal objetivo la obra bien hecha. Ese anhelo conduce a la depuración máxima del lenguaje, a la perfección en las formas y a un arte para minorías.
- Elitismo, consecuencia de lo anterior.
- Concepto de vanguardia estética, intelectual y social: el cambio ha de venir desde arriba, desde una minoría (Juan Ramón Jiménez hizo famosa su dedicatoria a la minoría, siempre), lo que justifica la opción por una literatura difícil, para minorías, elitista e incluso evasiva (es decir, una separación entre vida y literatura que evada al artista de la realidad, encerrándolo en una torre de marfil[5] -el mismo Juan Ramón procuraba abstraerse de toda influencia externa, incluso sensorial, encerrándose físicamente para crear-[6]); pero también produce otra opción: la de proyectar ese cambio estético en una transmutación de la sensibilidad de la mayoría, que mejore la percepción y el acceso de las masas hacia la cultura y la ciencia. La relación con las masas mantuvo por tanto una difícil dialéctica, presente en la obra de Ortega (La rebelión de las masas, su famoso No es esto, no es esto,[7] ante la no coincidencia de sus proyectos ilustrados y la realidad de la Segunda República). Las ideas no eran estrictamente nuevas, y provenía del krausismo y la Institución Libre de Enseñanza; y tampoco se restringieron al noucentisme o a la generación del 14. De hecho, su realización efectiva correspondió a los jóvenes de las generaciones siguiente (la del 27, con las Misiones Pedagógicas y La Barraca, en el contexto de la Segunda República; y la generación de 1936, en el contexto trágico de la Guerra Civil y la simultánea revolución social -Miguel Hernández-). La poesía social de la posguerra invirtió el lema juanramoniano y dedicaba su obra a la inmensa mayoría (Blas de Otero, 1955). Si el modernismo había vivido, sobre todo, la crisis ideológica, los hombres de la generación del 14 vivirán la crisis sociopolítica.

## Nómina
Forman parte de la generación de 1914 los filósofos José Ortega y Gasset y Manuel García Morente; ensayistas como Eugenio d'Ors, Manuel Azaña, Gregorio Marañón, Gustavo Pittaluga, Salvador de Madariaga,  Américo Castro, Claudio Sánchez Albornoz, Rafael Cansinos Assens, Federico de Onís, Ricardo Gutiérrez Abascal, Ángel Sánchez Rivero, Lorenzo Luzuriaga, Corpus Barga, Fernando Vela y Pablo de Azcárate; el periodista Luis Araquistáin; los novelistas Gabriel Miró, Ramón Pérez de Ayala, Benjamín Jarnés, Wenceslao Fernández Flórez y Félix Urabayen; los dramaturgos Gregorio Martínez Sierra y Jacinto Grau; los poetas Juan Ramón Jiménez y Josep Carner; el poeta, además de ensayista, Ramón de Basterra, el educador, ensayista y secretario de la Junta para Ampliación de Estudios José Castillejo, que becó a toda una generación de científicos para estudiar en el extranjero o el polifacético Ramón Gómez de la Serna.
Hay una notable presencia de mujeres en la generación, que contó con las primeras que pudieron tener una formación universitaria, como María Goyri (ensombrecida por la figura de su marido, Ramón Menéndez Pidal), Zenobia Camprubí (con un destino semejante, junto a su compañero Juan Ramón), la pedagoga María de Maeztu o las feministas paradójicamente enfrentadas Clara Campoamor y Victoria Kent. Otras destacarían entre los discípulos de Ortega, especialmente María Zambrano; aunque el propio Ortega, con una expresión muy significativa, atribuía a una mujer de una generación anterior, Matilde Padrós, la condición de ser la mujer más inteligente que había conocido.
La integración de muchos autores en una u otra generación no es muy evidente. Algunos, como José Bergamín, están más cercanos generacionalmente al 27 pero a veces se clasifican dentro de la generación de los ensayistas; mientras que otros, como León Felipe, aun estando cercanos en edad al grupo del 14, a veces se clasifican dentro de la generación de los poetas.

## Artistas plásticos
Mientras que el noucentisme, tal como lo definió D'Ors, tiene una explícita manifestación en las artes plásticas (el denominado mediterraneísmo); la generación del 14 no define a un grupo de artistas con una identidad concreta, más allá de un genérico vanguardismo o un cierto eclecticismo, manifestado en la exposición fundacional en el movimiento vanguardista en España: la de la Sociedad de Artistas Ibéricos en 1925. Aunque por edad correspondería incluir en esta generación a Pablo Ruiz Picasso (nacido en 1881), su trayectoria artística supera con mucho cualquier encuadramiento. El panorama artístico de las dos primeras décadas del siglo estuvo presidido por pintores procedentes del siglo anterior (Ramón Casas, Anglada Camarasa, Sorolla y Zuloaga); coetáneos de los literatos del 14 fueron los pintores Juan Gris, Daniel Vázquez Díaz y José Gutiérrez Solana (unos años mayores, menos vanguardistas, pero de mucho más éxito en la época, Julio Romero de Torres y Josep Maria Sert), así como los escultores Josep Clarà, Julio González y Pablo Gargallo. Artistas de mayor proyección pertenecerán a la siguiente generación, ya influida por el surrealismo (Dalí, Miró).